# Brühl (Rheinland)
Brühl (Rheinland) este un oraș din landul Renania de Nord-Westfalia, Germania.

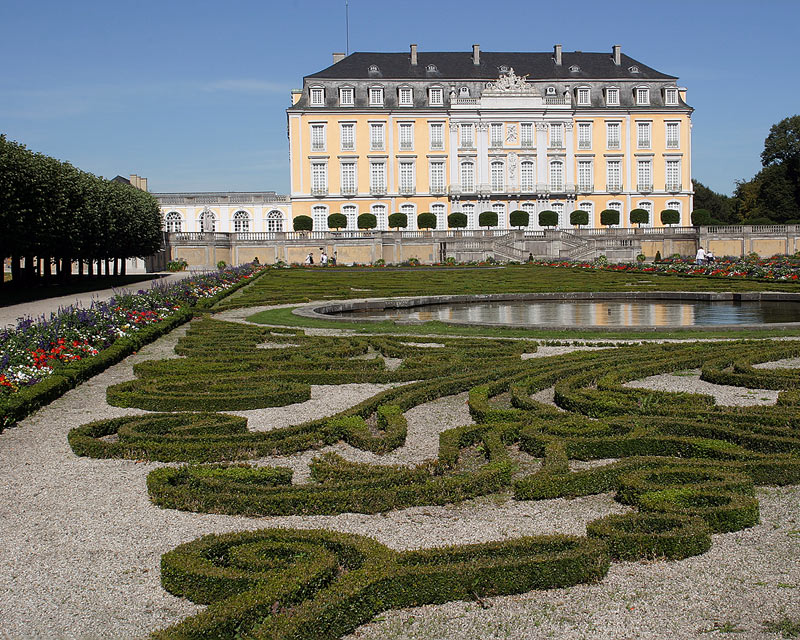
Brühl – Castelul Augustusburg

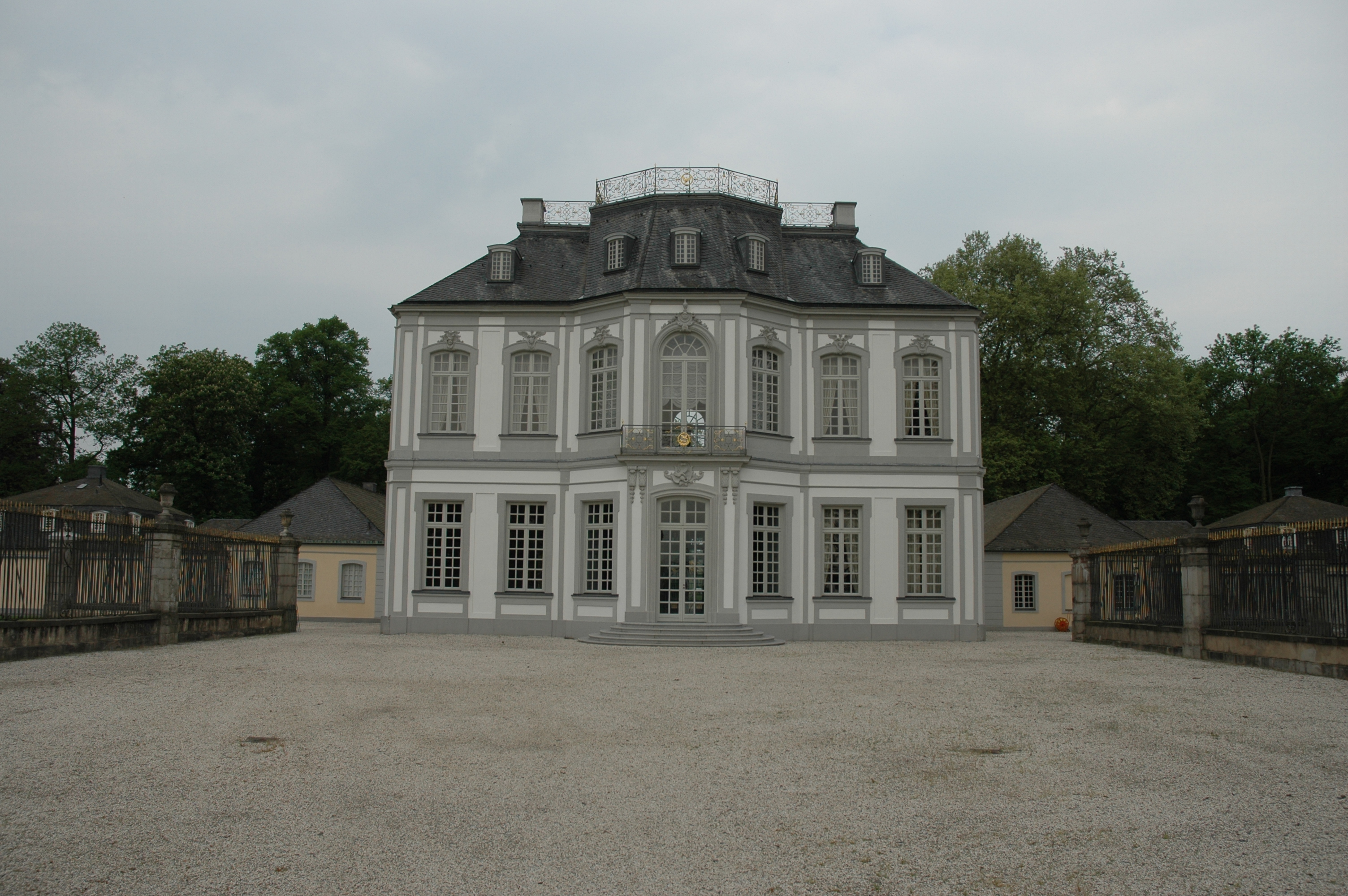
Brühl – Castelul Falkenlust

Castelele Augustusburg și Falkenlust din Brühl (construite de marele arhitect german Balthasar Neumann) au fost înscrise în anul 1984 pe lista patrimoniului cultural mondial UNESCO. 